# A4 (Griekenland)
De A4 is een geplande autosnelweg in Griekenland. De snelweg verbindt Trikala (A3) met Larissa (A1). De autosnelweg maakt deel uit van de Europese weg 92 en volgt het traject van nationale weg 6.